# Hipposideros lekaguli
Hipposideros lekaguli is een vleermuis uit het geslacht Hipposideros die voorkomt in Thailand en op het schiereiland Malakka en de Filipijnse eilanden Luzon en Mindoro. Er zijn slechts twee exemplaren uit de Filipijnen bekend; het voorkomen in de Filipijnen is pas in 1995 gepubliceerd. Het exemplaar uit Luzon komt uit de provincie Isabela. Een van deze exemplaren is gevangen in een bos, de ander in een landbouwgebied. Onder de huidige definitie is H. lekaguli een variabele soort; het is nog niet duidelijk of die variatie misschien het bestaan van meerdere soorten aanduidt. Het is een grote soort uit de H. diadema-groep.
Hipposideros abae · Himalayarondbladneus (Hipposideros armiger) · Hipposideros ater · Hipposideros beatus · Hipposideros bicolor · Hipposideros boeadii · Hipposideros breviceps · Gewone rondbladneus (Hipposideros caffer) · Hipposideros calcaratus · Hipposideros camerunensis · Hipposideros cervinus · Hipposideros cineraceus · Reuzenrondbladneus (Hipposideros commersoni) · Hipposideros coronatus · Hipposideros corynophyllus · Hipposideros coxi · Hipposideros crumeniferus · Hipposideros curtus · Hipposideros cyclops · Hipposideros demissus · Hipposideros diadema · Hipposideros dinops · Hipposideros doriae · Hipposideros durgadasi · Hipposideros dyacorum · Hipposideros edwardshilli · Hipposideros fuliginosus · Hipposideros fulvus · Hipposideros galeritus · Hipposideros gigas · Hipposideros grandis · Hipposideros halophyllus · Hipposideros hypophyllus · Hipposideros inexpectatus · Hipposideros inornatus · Jonesrondbladneus (Hipposideros jonesi) · Hipposideros khaokhouayensis · Hipposideros khasiana · Hipposideros lamottei · Hipposideros lankadiva · Hipposideros larvatus · Hipposideros lekaguli · Hipposideros lylei · Hipposideros macrobullatus · Hipposideros madurae · Hipposideros maggietaylorae · Hipposideros marisae · Hipposideros megalotis · Hipposideros muscinus · Maleise rondbladvleermuis (Hipposideros nequam) · Hipposideros obscurus · Hipposideros orbiculus · Hipposideros papua · Hipposideros pelingensis · Hipposideros pomona · Hipposideros pratti · Hipposideros pygmaeus · Hipposideros ridleyi · Hipposideros rotalis · Hipposideros ruber · Hipposideros scutinares · Hipposideros semoni · Hipposideros sorenseni · Schneiders rondbladneus (Hipposideros speoris) · Hipposideros stenotis · Hipposideros sumbae · Hipposideros thomensis · Hipposideros turpis · Hipposideros vittatus · Hipposideros wollastoni